# 盧比揚卡 (瓦西里基夫區)
50°8′17″N 30°26′37″E / 50.13806°N 30.44361°E
盧布揚卡（烏克蘭語：Луб'янка）是位於烏克蘭北部的村莊，由基辅州奧布希夫區的瓦西利基夫市鎮負責管轄。該村始建於1986年，面積0.98平方公里，海拔高度123米，2001年人口280，人口密度每平方公里286.6人。